# Васил Пеевски
Васил Цанков Пеевски е български геодезист, професор, ректор на Държавната политехника в София.

## Биография
Роден е на 7 септември 1905 г. в град Ловеч. Завършва основното си образование в родния си град. Продължава обучението си в Мъжката гимназия (Плевен) и я завършва с отличие. От 1924 г. учи в полувисшата геодезическа школа към Държавния географски институт (Военна географска служба) при Министерството на войната и завършва с отличен успех през 1925 г. Същата година, като първенец на випуска в тази школа, е изпратен с държавна стипендия да следва в Австрия. Завършва Висшето техническо училище, Виена през 1929 г. по специалност инженерна геодезия. Специализира в австрийската федерална геодезична служба (1929) и в Цюрих (1942-1943).
Професионалния си стаж започва като инженер в Държавния географски институт, София (1929). Началник на отделението по кадастъра в Община София (1940).

### Преподавателска и научна дейност
Висше техническо училище и Държавна политехника:
- Професор от 1942 г.
- Ръководител на Катедра „Геодезия“(1942-1974) и в ИСИ и ВИСИ).
- Декан на Строителния факултет на ИСИ (1953-1954 и 1960-1962).
- Ректор на Държавната политехника (1945-1946). Заместник-ректор на Държавната политехника (1952-1953).

Основни области на научна и преподавателска дейност: геодезия, фотограметрия, опорни геодезически мрежи. Автор на публикации и на първите учебници по инженерна геодезия в България. Основоположник на българската инженерна геодезична школа. Като ректор съдейства за изграждането на новосъздадения Машинен факултет, за подбора и назначаването на първите извънредни професори и доценти.
Председател на Централния съвет на Научно-техническите съюзи (НТС) и почетен член на НТС. Председател на Съюза на геодезистите и земеустроители в България (СГЗБ) и главен редактор на съюзното списание „Геодезия, картография, земеустройство“. Председател на Международната федерация на геодезистите (FIG) в периода 1982-1985 г.

## Памет
На професор Васил Пеевски е наречена улица в квартал „Люлин“ в София (Карта).